# David Raum
David Raum (* 22. April 1998 in Nürnberg) ist ein deutscher Fußballspieler. Er steht bei RasenBallsport Leipzig unter Vertrag und ist deutscher A-Nationalspieler. Raum wird hauptsächlich im linken Mittelfeld eingesetzt.

## Karriere

### Verein

#### SpVgg Greuther Fürth
Raum wurde in Nürnberg geboren und begann beim örtlichen Tuspo Nürnberg bereits als Vierjähriger mit dem Fußballspielen. Mit acht Jahren wurde er in der Nachbarstadt im Nachwuchsleistungszentrum der SpVgg Greuther Fürth aufgenommen und fortan ausgebildet.
Als A-Jugendlicher konnte der Mittelfeldspieler in den Herrenmannschaften des Vereins erste Erfahrungen sammeln und gehörte ab der Zweitligasaison 2017/18 zum Kader der Profimannschaft. In den ersten beiden Runden des DFB-Pokals 2017/18 traf er jeweils einmal, schied mit der Mannschaft jedoch nach einer Niederlage gegen den FC Ingolstadt 04 aus. Darüber hinaus absolvierte Raum seine ersten 20 Spiele in der zweithöchsten deutschen Spielklasse und war seitdem Ergänzungsspieler, überwiegend auf der linken defensiven Außenbahn. Sein im Sommer 2020 auslaufender Vertrag wurde im Mai desselben Jahres per Option um ein weiteres Jahr verlängert. In der Spielzeit 2020/21 etablierte sich Raum endgültig als Stammspieler und stieg mit der SpVgg Greuther Fürth in die Bundesliga auf.

#### TSG 1899 Hoffenheim
Zur Saison 2021/22 wechselte Raum ablösefrei zur TSG 1899 Hoffenheim. Er unterschrieb bereits im Januar 2021 einen Vertrag mit einer Laufzeit bis zum 30. Juni 2025, der im Januar 2022 vorzeitig bis 2026 verlängert wurde. Sein Debüt für die TSG absolvierte Raum in der 1. Runde des DFB-Pokals beim 2:3-Auswärtssieg gegen Viktoria Köln im August 2021. Auch in Hoffenheim war Raum auf Anhieb als Stammspieler in der Startelf gesetzt und absolvierte so in seiner ersten Saison in der Bundesliga 32 Spiele und erzielte dabei 3 Tore. Für seine überzeugenden Leistungen wurde Raum im Juni 2022 von den Fans der TSG Hoffenheim zum Spieler der Saison gewählt.

#### RB Leipzig
Kurz vor dem Beginn der Saison 2022/23 wechselte Raum innerhalb der Bundesliga zu RB Leipzig. Er unterschrieb einen Vertrag bis zum 30. Juni 2027. Mit einem 2:0-Sieg gegen Eintracht Frankfurt gewann er mit Leipzig am 3. Juni 2023 den DFB-Pokal, womit er zugleich den ersten nationalen Titel seiner Karriere gewinnen konnte.

### Nationalmannschaft
Raum absolvierte insgesamt elf Länderspiele für die U19 und die U20 des DFB (1 Tor).
Nachdem er schon am 17. November 2020 beim 2:1-Sieg gegen Wales für die U-21-Nationalmannschaft debütiert hatte, berief ihn Stefan Kuntz in den Kader für die Endrunde der Europameisterschaft 2021. Er kam bei allen Spielen zum Einsatz. Das Finale der Endrunde gewann Deutschland mit 1:0 gegen Portugal.
Anfang Juli 2021 wurde Raum von Kuntz in den Kader der deutschen Olympiaauswahl für das Fußballturnier der Olympischen Sommerspiele 2021 berufen. Raum bestritt alle drei Gruppenspiele über jeweils 90 Minuten. Nach einer Niederlage gegen Brasilien und zwei Unentschieden gegen Saudi-Arabien und die Elfenbeinküste schied seine Olympiaauswahlmannschaft allerdings schon nach der Gruppenphase aus dem Turnier aus.
Ende August 2021 wurde Raum vom neuen Bundestrainer Hansi Flick für die im September stattfindenden Qualifikationsspiele zur Weltmeisterschaft 2022 erstmals in die A-Nationalmannschaft berufen. Durch seine Einwechslung im Spiel gegen Armenien für Thilo Kehrer in der 83. Minute kam er zu seinem ersten A-Länderspiel.
Im November 2022 wurde er von Hansi Flick in den Kader für die Fußball-Weltmeisterschaft 2022 berufen.
Im Mai 2024 wurde er von Bundestrainer Julian Nagelsmann in den Kader für die Europameisterschaft im eigenen Land berufen.

## Erfolge
Im Verein
- Aufstieg in die Bundesliga: 2021
- Deutscher Pokalsieger: 2023
- Deutscher Supercupsieger: 2023

In der Nationalmannschaft
- U-21-Europameister: 2021

### Ehrungen
- Wahl in die VDV 11: 2021/22